# Bacabal
Bacabal, amtlich Município de Bacabal, ist eine Stadt im brasilianischen Bundesstaat Maranhão. Sie hatte im Jahr 2010 etwa 102.000 Einwohner. Die Stadt ist Sitz des Bistums Bacabal.

## Geschichte
Die Stadt geht auf ein 1876 hier gegründetes Landgut zurück. Der Ortsname (Bacabal = Bacaba-Hain) entwickelte sich aus der großen Anzahl hier wachsender Bacaba-Palmen, einer Oenocarpus-Palmenart. Am 16. April 1920 wurde Bacabal durch Abspaltung aus dem Munizip São Luís Gonzaga do Maranhão ein eigenständiges Munizip.

## Sport
Wichtigster Sportverein Bacabals ist der 1974 gegründete Fußballverein Bacabal Esporte Clube. Er trägt seine Heimspiele im 12.000 Zuschauer fassenden Stadion José Luis Corrêa aus, auch Correão genannt. Er spielt in der ersten Liga des Verbandes des Bundesstaats Maranhão, dem Campeonato Maranhense de Futebol (Stand: 2013/14).

## Verkehr
Die Überlandstraße BR-316 quert die Stadt.
Bacabal verfügt über einen kleinen Flughafen, den Aeroporto Regional Presidente José Sarney (ICAO-Code: SNBI). In den 1990er Jahren verband er die Stadt mit São Luís, der Hauptstadt des Bundesstaates Maranhão. Seit Anfang der 2000er Jahre wird der Flughafen von keiner Fluggesellschaft mehr genutzt.

## Söhne und Töchter der Stadt
- Jacinto Furtado de Brito Sobrinho (* 1947), katholischer Geistlicher, Erzbischof von Teresina
- Rogério de Assis Silva Coutinho (* 1987), Fußballspieler
- Manoel Messias Silva Carvalho (* 1990), Fußballspieler